# Solar Physics
Solar Physics is een internationaal, aan collegiale toetsing onderworpen wetenschappelijk tijdschrift op het gebied van de astronomie. De naam wordt in literatuurverwijzingen meestal afgekort tot Sol. Phys.
Het wordt uitgegeven door Springer Science+Business Media en verschijnt 14 keer per jaar.
Het eerste nummer verscheen in 1967.